# Democracia Cristiana Guatemalteca
La Democracia Cristiana Guatemalteca (DCG) fue un partido político demócrata cristiano de Guatemala. Fundado el 24 de agosto de 1955. Fue miembro guatemalteco de la Organización Demócrata Cristiana de América y de la Internacional Demócrata Cristiana. El partido fue cancelado el 28 de julio de 2008. Es, hasta la fecha, el partido político de más larga existencia y el más longevo en la historia de Guatemala.

## Historia
El líder histórico del Partido, René de León Schlotter renunció en dos oportunidades a la candidatura presidencial para viabilizar coaliciones que pudiesen superar los márgenes impuestos por los gobiernos militares.
La DCG encabezó en 1974 la coalición Frente Nacional Opositor, que promovió la candidatura presidencial del entonces militar progresista Efraín Ríos Montt. Ríos Montt ganó la elección presidencial, pero un fraude electoral le otorgó la presidencia a Kjell Eugenio Laugerud García, lo cual provocó el exilio de Ríos Montt, que más tarde regresaría a Guatemala para convertirse en un dictador de ultraderecha.
El primer presidente del período democrático moderno a fines del siglo XX de Guatemala, Vinicio Cerezo, provenía de este partido. Durante el mandato de Cerezo la DCG fue desarticulada en la mayoría de sus cuadros dirigenciales en el nivel local y departamental con el objeto de impulsar la candidatura presidencial seleccionada por el presidente. El resultado fue el deterioro de la organización partidaria, al extremo que durante los años subsiguientes desapareció como organización política.
Durante el mandato de Cerezo y posteriormente a él, la mayoría de dirigentes del partido fueron retirándose de la organización partidaria por discrepancias con la dirección del mismo.  Es insoslayable mencionar que el expresidente ocupó la Secretaría General ininterrumpidamente a partir del final de su Gobierno.
En las elecciones de 2003 el partido obtuvo el 3% de los votos populares y Cerezo fue reelecto diputado siendo el único de 158 escaños en el Congreso. Su candidato presidencial, Jacobo Árbenz Vilanova –hijo del expresidente Jacobo Arbenz Guzmán- obtuvo 1% de respaldo electoral.Además ganó 7 alcaldías.
En las elecciones de septiembre de 2007, El candidato presidencial, Marco Vinicio Cerezo Blandón, hijo del expresidente, obtuvo 0.50% y el último lugar de dicha elección, en tanto el expresidente consiguió 0.83% de los votos como candidato a Diputado , ganando apenas la alcaldía de Santo Tomás La Unión, Suchitepéquez perteneciente a Pedro Vicente Gutiérrez. Al no alcanzar el 5% de los votos ni obtener al menos un diputado, el Registro de Ciudadanos del Tribunal Supremo Electoral resolvió (Resolución SRC-R-23-2008) en febrero del 2008 la cancelación del partido DCG junto con los partidos Alianza Nueva Nación y DIA, por lo que desapareció como institución política, sin embargo solamente hasta el 28 de julio dicha resolución cobró plena vigencia, disponiendo en consecuencia la cancelación de los respectivos registros de afiliados. La resolución quedó firme el 8 de agosto de 2008.
En sus últimos años la DCG se caracterizó por impulsar candidaturas de familiares y allegados a Cerezo. Él mismo fue candidato a diputado por Lista Nacional, su exesposa Raquel Blandón como diputada por Huehuetenango y su hijo Vinicio Cerezo Blandón como presidenciable.

## Resultados electorales

### Presidenciales
| Año electoral | Candidato                      | 1.ª vuelta                                        | 1.ª vuelta                                        | 2.ª vuelta                                        | 2.ª vuelta                                        | Resultado |
| Año electoral | Candidato                      | Total de votos                                    | Porcentaje                                        | Total de votos                                    | Porcentaje                                        | Resultado |
| ------------- | ------------------------------ | ------------------------------------------------- | ------------------------------------------------- | ------------------------------------------------- | ------------------------------------------------- | --------- |
| 1957          | Miguel Asturias Quiñónes       | 52.600                                            | 11,26% (3°)                                       |                                                   |                                                   | Pierde    |
| 1958          | José Luis Cruz Salazar         | 138 488                                           | 29,58% (2°)                                       | 18                                                | 31,0% (2°)                                        | Pierde    |
| 1970          | Jorge Lucas Caballeros         | 125.948                                           | 21,74% (3°)                                       |                                                   |                                                   | Pierde    |
| 1974          | Efraín Ríos Montt              | 228 067                                           | 34,03% (2°)                                       | 0                                                 | 0,0% (2°)                                         | Pierde    |
| 1978          | Ricardo Peralta Méndez         | 167.890                                           | 25,75% (3°)                                       |                                                   |                                                   | Pierde    |
| 1982          | Alejandro Maldonado Aguirre    | 221.810                                           | 22,70% (3°)                                       |                                                   |                                                   | Pierde    |
| 1985          | Marco Vinicio Cerezo Arévalo   | 648 803                                           | 36,65% (1°)                                       | 1 133 517                                         | 68,37% (1°)                                       | Gana      |
| 1990          | Haydee Raquel Blandón Sandoval | No participó por tener impedimento constitucional | No participó por tener impedimento constitucional | No participó por tener impedimento constitucional | No participó por tener impedimento constitucional | Pierde    |
| 1990          | Luis Alfonso Cabrera Hidalgo   | 271 842                                           | 17,49% (3°)                                       |                                                   |                                                   | Pierde    |
| 1995          | Fernando Andrade Díaz-Durán    | 200 393                                           | 12,94% (3°)                                       |                                                   |                                                   | Pierde    |
| 2003          | Jacobo Árbenz Vilanova         | 42 186                                            | 1,57% (8°)                                        |                                                   |                                                   | Pierde    |
| 2007          | Vinicio Cerezo Blandón         | 16 461                                            | 0,46% (14°)                                       |                                                   |                                                   | Pierde    |

### Legislativos
Estos son los resultados que obtuvo en las participaciones que tuvo a partir de 1955
| Año electoral | Distritales    | Distritales | Distritales | Distritales | Listado Nacional | Listado Nacional | Listado Nacional | Listado Nacional | Total  |
| Año electoral | Total de votos | Porcentaje  | Escaños     | +/-         | Total de votos   | Porcentaje       | Escaños          | +/-              | Total  |
| ------------- | -------------- | ----------- | ----------- | ----------- | ---------------- | ---------------- | ---------------- | ---------------- | ------ |
| 1955          | 50.000         | 18,69%      | 5/66        |             |                  |                  |                  |                  | 5/66   |
| 1958          | 112.105        | 32,60       | 20/66       | 15          |                  |                  |                  |                  | 20/66  |
| 1959          | 30.358         | 9,95%       | 0/33        | 9           |                  |                  |                  |                  | 11/66  |
| 1961          | 20.957         | 7,021%      | 0/33        | 7           |                  |                  |                  |                  | 4/66   |
| 1970          | 122.379        | 22,05%      | 4/51        | =           |                  |                  |                  |                  | 4/51   |
| 1974          |                |             | 14/60       | 10          |                  |                  |                  |                  | 14/60  |
| 1978          | 167.890        | 25,75%      | 7/61        | 7           |                  |                  |                  |                  | 7/61   |
| 1982          | 221.810        | 22,74%      | 7/66        | =           |                  |                  |                  |                  | 7/66   |
| 1985          | 575.785        |             | 40/75       | 33          | 648.803          | 38,65%           | 11/25            | 11               | 51/100 |
| 1990          | 275.944        |             | 21/87       | 19          | 271.842          |                  | 6/29             | 5                | 27/116 |
| 1994          | 84.391         |             | 11/64       | 10          | 78.003           |                  | 2/16             | 4                | 13/80  |
| 1995          | 138.168        |             | 2/64        | 9           | 188.449          |                  | 2/16             | =                | 4/80   |
| 1999          | 72.404         |             | 1/84        | 1           | 86.443           |                  | 1/39             | 1                | 2/113  |
| 2003          | 85.918         |             | 0/119       | 1           | 82.234           |                  | 1/39             | =                | 1/158  |
| 2007          | 21.192         | 0,67%       | 0/119       | =           | 25.450           | 0,83%            | 0/39             | 1                | 0/158  |

### Municipales
| Comicios | Votos      | %      | Alcaldes | Alcaldes en coalición     |
| -------- | ---------- | ------ | -------- | ------------------------- |
| 1985     | 582.352    | 56,27% | 189/330  | No participó en coalición |
| 1988     | 187.779    | 51,83% | 141/272  | 2/272                     |
| 1990     | 95 216.135 | 5,3%   | 87/300   | No participó en coalición |
| 1993     | 119.580    | 18,84% | 40/276   | 14/276                    |
| 1995     | 103.174    | 18,0%  | 38/300   | 16/300                    |
| 1998     | 8.457      | 10,0%  | 3/30     | No participó en coalición |
| 1999     | 61.598     | 3,03%  | 10/330   | No participó en coalición |
| 2003     | 117.516    | 2,11%  | 7/331    | No participó en coalición |
| 2007     |            | 0,30%  | 1/332    | No participó en coalición |

### Parlamento Centroamericano
| Año electoral | Distritales         | Distritales | Distritales | Distritales |
| Año electoral | Total de votos      | Porcentaje  | Escaños     | +/-         |
| ------------- | ------------------- | ----------- | ----------- | ----------- |
| 1990          |                     |             | 4/20        | 4           |
| 1995          |                     |             | 3/20        | 1           |
| 1999          |                     |             | 0/20        | 1           |
| 2003          |                     |             | 0/20        | =           |
| 2007          | No hubo elecciones. |             | 0/20        | =           |